# Athlétisme aux Goodwill Games de 1998
Navigation
Saint-Pétersbourg 1994 Brisbane 2001
Les épreuves d'athlétisme des Goodwill Games de 1998 ont eu lieu à Uniondale, dans l'État de New York aux États-Unis, du 19 au 22 juillet 1998.

## Faits marquants
Sur 4 × 400 mètres, le relais américain composé de Jerome Young, Antonio Pettigrew, Tyree Washington et Michael Johnson, réalise un temps de 2 min 54 s 20, qui constitue alors le record du monde de la spécialité.
Cependant en 2008, cette performance est annulée à la suite des aveux de dopage d'Antonio Pettigrew.

## Résultats

### Hommes
| 100 m | Maurice Greene 9 s 96                                                                       | Ato Boldon 10 s 00                                                                      | Brian Lewis 10 s 25                                                                      |
| 200 m | Ato Boldon 20 s 15                                                                          | Tyree Washington 20 s 29                                                                | Claudinei da Silva 20 s 81                                                               |
| 400 m | Michael Johnson 43 s 76 CR                                                                  | Tyree Washington 44 s 43                                                                | Antonio Pettigrew 44 s 78                                                                |
| 800 m | Patrick Ndururi 1 min 45 s 30                                                               | Norberto Téllez 1 min 45 s 92                                                           | David Kiptoo 1 min 46 s 05                                                               |
| Mile | Noureddine Morceli 3 min 53 s 39                                                            | William Tanui 3 min 54 s 05                                                             | Daniel Komen 3 min 54 s 78                                                               |
| 5 000 m | Luke Kipkosgei 13 min 20 s 27                                                               | Khalid Boulami 13 min 20 s 66                                                           | Tom Nyariki 13 min 23 s 34                                                               |
| 10 000 m | Julius Gitahi 27 min 49 s 26                                                                | Simon Maina 27 min 49 s 65                                                              | James Koskei 28 min 51 s 02                                                              |
| 110 m haies | Mark Crear 13 s 06 CR                                                                       | Allen Johnson 13 s 10                                                                   | Reggie Torian 13 s 16                                                                    |
| 400 m haies | Bryan Bronson 47 s 15 CR                                                                    | Angelo Taylor 47 s 92                                                                   | Joey Woody 48 s 59                                                                       |
| 3 000 m steeple | Bernard Barmasai 8 min 14 s 26 CR                                                           | John Kosgei 8 min 18 s 04                                                               | Brahim Boulami 8 min 20 s 00                                                             |
| 4 × 100 m | États-Unis Jon Drummond Tim Harden Dennis Mitchell Maurice Greene 37 s 90                   | Canada Brad McCuaig Glenroy Gilbert Bruny Surin Donovan Bailey 38 s 23                  | Cuba Alfredo García-Baró Misael Ortiz Luis Pérez Anier García 39 s 34                    |
| 4 × 400 m | États-Unis Jerome Young Antonio Pettigrew Tyree Washington Michael Johnson 2 min 54 s 20 CR | Pologne Piotr Rysiukiewicz Tomasz Czubak Piotr Haczek Robert Maćkowiak 2 min 58 s 00 NR | Jamaïque Gregory Haughton Michael McDonald Michael Blackwood Davian Clarke 2 min 58 s 33 |
| 20 000 m marche | Ilya Markov 1 h 23 min 29 s 7                                                               | Daniel García 1 h 25 min 52 s 3                                                         | Jefferson Pérez 1 h 29 min 18 s 4                                                        |
| Saut en hauteur | Javier Sotomayor 2,33 m                                                                     | Charles Austin 2,33 m                                                                   | Brian Brown 2,29 m                                                                       |
| Saut à la perche | Jeff Hartwig 6,01 m =CR                                                                     | Jean Galfione 5,80 m                                                                    | Pat Manson 5,70 m                                                                        |
| Saut en longueur | Iván Pedroso 8,54 m                                                                         | Erick Walder 8,38 m                                                                     | James Beckford 8,34 m                                                                    |
| Triple saut | Jonathan Edwards 17,65 m                                                                    | Yoelbi Quesada 17,27 m                                                                  | LaMark Carter 17,07 m                                                                    |
| Lancer du poids | John Godina 21,45 m                                                                         | C.J. Hunter 20,79 m                                                                     | Adam Nelson 20,39 m                                                                      |
| Lancer du disque | Dmitri Chevtchenko 64,81 m                                                                  | Andy Bloom 63,97 m                                                                      | John Godina 62,84 m                                                                      |
| Lancer du marteau | Vasiliy Sidorenko 80,89 m                                                                   | Lance Deal 78,13 m                                                                      | Ilya Konovalov 77,10 m                                                                   |
| Lancer du javelot | Sergey Makarov 84,11 m                                                                      | Tom Pukstys 79,86 m                                                                     | Andrew Currey 78,50 m                                                                    |
| Décathlon | Dan O'Brien 8 755 pts CR                                                                    | Chris Huffins 8 576 pts                                                                 | Tomáš Dvořák 8 428 pts                                                                   |
| Records et Performances - AR : Record continental (area record) - CR : Record des championnats (championship record) - MR : Record du meeting (meet record) - NR : Record national (national record) - OR : Record olympique (olympic record) - PR : Record paralympique (paralympic record) - PB : Record personnel (personal best) - SB : Meilleure performance personnelle de la saison (season's best) - WL : Meilleure performance mondiale de l'année (world leader) - WJR : Record du monde junior (world junior record) - WR : Record du monde (world record) Circonstances et Conditions - DNF : N'a pas terminé (did not finish) - DNS : N'a pas pris le départ (did not start) - DQ : Disqualification (disqualification) - NM : Aucun essai valable enregistré (No Mark) - Q : Qualifié « directement » au prochain tour (ou à la prochaine compétition), lors d'une compétition majeure, grâce au classement ou à la réalisation des minima (automatic qualifier) - q : Qualifié au prochain tour (ou à la prochaine compétition), lors d'une compétition majeure, grâce au repêchage ou à la réalisation de l'une des meilleures performances parmi celles des « non qualifiés directement » (grâce au meilleur temps ou à la meilleure distance par exemple) (secondary qualifier) |                                                                                             |                                                                                         |                                                                                          |

### Femmes
| 100 m | Marion Jones 10 s 90 CR                                                             | Zhanna Pintusevich 11 s 09                                                       | Inger Miller 11 s 18                                                                          |
| 200 m | Marion Jones 21 s 80 CR                                                             | Zhanna Pintusevich 22 s 46                                                       | Beverly McDonald 22 s 67                                                                      |
| 400 m | Falilat Ogunkoya 49 s 89 CR                                                         | Jearl Miles Clark 50 s 43                                                        | Sandie Richards 50 s 98                                                                       |
| 800 m | Maria Mutola 1 min 58 s 83                                                          | Jearl Miles Clark 1 min 59 s 08                                                  | Joetta Clark 2 min 00 s 02                                                                    |
| Mile | Svetlana Masterkova 4 min 20 s 39 CR                                                | Regina Jacobs 4 min 20 s 93                                                      | Suzy Favor-Hamilton 4 min 22 s 93                                                             |
| 5 000 m | Olga Yegorova 15 min 53 s 05                                                        | Libbie Hickman 15 min 54 s 93                                                    | Lyubov Kremlyova 16 min 00 s 20                                                               |
| 10 000 m | Tegla Loroupe 32 min 15 s 44                                                        | Sally Barsosio 32 min 50 s 16                                                    | Dong Yanmei 32 min 59 s 85                                                                    |
| 100 m haies | Angie Vaughn 12 s 72                                                                | Gillian Russell 12 s 78                                                          | Michelle Freeman 12 s 85                                                                      |
| 400 m haies | Deon Hemmings 54 s 20                                                               | Debbie-Ann Parris 54 s 49                                                        | Kim Batten 54 s 62                                                                            |
| 3 000 m steeple | Svetlana Rogova 9 min 57 s 62                                                       | Daniela Petrescu 9 min 58 s 28                                                   | Lesley Lehane 10 min 08 s 29                                                                  |
| 4 × 100 m | États-Unis Cheryl Taplin Chryste Gaines Angie Vaughn Carlette Guidry 42 s 06 CR     | Bahamas Savatheda Fynes Chandra Sturrup Debbie Ferguson Pauline Davis 42 s 19    | Russie Yekaterina Leshchova Galina Malchugina Natalya Voronova Oksana Ekk 42 s 62             |
| 4 × 400 m | Jamaïque Charmaine Howell Sandie Richards Tracey Barnes Deon Hemmings 3 min 24 s 76 | États-Unis Toya Brown Rochelle Stevens Monique Hennagan Kim Graham 3 min 24 s 81 | Russie Tatyana Chebykina Tatyana Sautkina Yekaterina Bakhvalova Irina Rosikhina 3 min 25 s 58 |
| 10 000 m marche | Yelena Nikolayeva 43 min 51 s 97                                                    | Nadezhda Ryashkina 44 min 25 s 99                                                | Joanne Dow 45 min 36 s 92                                                                     |
| Saut en hauteur | Tisha Waller 1,97 m                                                                 | Amy Acuff 1,93 m                                                                 | Non attribuée                                                                                 |
| Saut en hauteur | Tisha Waller 1,97 m                                                                 | Yuliya Lyakhova 1,93 m                                                           | Non attribuée                                                                                 |
| Saut à la perche | Yelena Belyakova 4,38 m CR                                                          | Emma George 4,30 m                                                               | Vala Flosadóttir 4,20 m                                                                       |
| Saut en longueur | Shana Williams 6,93 m (w)                                                           | Lyudmila Galkina 6,85 m (w)                                                      | Niki Xanthou 6,84 m (w)                                                                       |
| Triple saut | Šárka Kašpárková 14,76 m CR                                                         | Tatyana Lebedeva 14,14 m                                                         | Tiombé Hurd 13,63 m                                                                           |
| Lancer du poids | Irina Korzhanenko 19,94 m                                                           | Connie Price-Smith 19,46 m                                                       | Valentina Fedyushina 19,07 m                                                                  |
| Lancer du disque | Natalya Sadova 65,80 m                                                              | Ilke Wyludda 63,03 m                                                             | Kris Kuehl 61,84 m                                                                            |
| Lancer du marteau | Mihaela Melinte 72,64 m CR                                                          | Olga Kuzenkova 70,98 m                                                           | Amy Palmer 66,33 m                                                                            |
| Lancer du javelot | Joanna Stone 66,29 m                                                                | Isel López 63,72 m                                                               | Sonia Bisset 62,64 m                                                                          |
| Heptathlon | Jackie Joyner-Kersee 6 502 pts                                                      | DeDee Nathan 6 479 pts                                                           | Kelly Blair-LaBounty 6 465 pts                                                                |
| Records et Performances - AR : Record continental (area record) - CR : Record des championnats (championship record) - MR : Record du meeting (meet record) - NR : Record national (national record) - OR : Record olympique (olympic record) - PR : Record paralympique (paralympic record) - PB : Record personnel (personal best) - SB : Meilleure performance personnelle de la saison (season's best) - WL : Meilleure performance mondiale de l'année (world leader) - WJR : Record du monde junior (world junior record) - WR : Record du monde (world record) Circonstances et Conditions - DNF : N'a pas terminé (did not finish) - DNS : N'a pas pris le départ (did not start) - DQ : Disqualification (disqualification) - NM : Aucun essai valable enregistré (No Mark) - Q : Qualifié « directement » au prochain tour (ou à la prochaine compétition), lors d'une compétition majeure, grâce au classement ou à la réalisation des minima (automatic qualifier) - q : Qualifié au prochain tour (ou à la prochaine compétition), lors d'une compétition majeure, grâce au repêchage ou à la réalisation de l'une des meilleures performances parmi celles des « non qualifiés directement » (grâce au meilleur temps ou à la meilleure distance par exemple) (secondary qualifier) |                                                                                     |                                                                                  |                                                                                               |

## Tableau des médailles
| Rang  | Nation            | Or | Argent | Bronze | Total |
| ----- | ----------------- | -- | ------ | ------ | ----- |
| 1     | États-Unis        | 17 | 19     | 19     | 55    |
| 2     | Russie            | 11 | 5      | 5      | 21    |
| 3     | Kenya             | 5  | 4      | 4      | 13    |
| 4     | Cuba              | 2  | 3      | 2      | 7     |
| 5     | Jamaïque          | 1  | 2      | 5      | 8     |
| 6     | Australie         | 1  | 1      | 1      | 3     |
| 7=    | Roumanie          | 1  | 1      | 0      | 2     |
| 7=    | Trinité-et-Tobago | 1  | 1      | 0      | 2     |
| 9     | Tchéquie          | 1  | 0      | 1      | 2     |
| 10=   | Algérie           | 1  | 0      | 0      | 1     |
| 10=   | Royaume-Uni       | 1  | 0      | 0      | 1     |
| 10=   | Mozambique        | 1  | 0      | 0      | 1     |
| 10=   | Nigeria           | 1  | 0      | 0      | 1     |
| 14    | Ukraine           | 0  | 2      | 0      | 2     |
| 15    | Maroc             | 0  | 1      | 1      | 2     |
| 16=   | Bahamas           | 0  | 1      | 0      | 1     |
| 16=   | Canada            | 0  | 1      | 0      | 1     |
| 16=   | France            | 0  | 1      | 0      | 1     |
| 16=   | Allemagne         | 0  | 1      | 0      | 1     |
| 16=   | Mexique           | 0  | 1      | 0      | 1     |
| 16=   | Pologne           | 0  | 1      | 0      | 1     |
| 22=   | Brésil            | 0  | 0      | 1      | 1     |
| 22=   | Chine             | 0  | 0      | 1      | 1     |
| 22=   | Équateur          | 0  | 0      | 1      | 1     |
| 22=   | Grèce             | 0  | 0      | 1      | 1     |
| 22=   | Islande           | 0  | 0      | 1      | 1     |
| Total | Total             | 44 | 45     | 43     | 132   |